# Adventure in the Bronx
Adventure in the Bronx, Alternativtitel Sweeney Steps Out, ist ein US-amerikanischer Kurzfilm von Joseph Krumgold aus dem Jahr 1941.

## Handlung
Ein kleiner Junge besucht in der Bronx allein den Zoo. Hier lernt er die Namen der Tiere kennen und erfährt die Bedeutung von Mut und Loyalität im Tierreich. Erzähler des Films ist John Kieran.

## Produktion
Adventure in the Bronx entstand im Auftrag der New York Zoological Society und erschien im Dezember 1941. Regisseur und Drehbuchautor war Joseph Krumgold, der den Film 1942 auch literarisch verarbeitete: Sein auf Adventures in the Bronx basierendes Kinderbuch Sweeney’s Adventure erschien 1942 bei Random House.

## Auszeichnungen
Adventure in the Bronx wurde 1942 für einen Oscar in der Kategorie „Bester Dokumentar-Kurzfilm“ nominiert, konnte sich jedoch nicht gegen Churchill’s Island durchsetzen.